# David
David je mužské jméno pocházející z dávno zaniklé ugaritštiny (patřící stejně jako hebrejština do semitské jazykové skupiny), v níž znamená davidu „náčelník“, lidová etymologie jej spojuje s hebrejským dód „miláček“ a „strýček“. K 22. dubnu 2002 nosilo toto jméno 68 281 obyvatel Česka, čímž bylo 21. nejčastějším mužským jménem. Nejpoužívanější je však v Polsku a Izraeli. V českém občanském kalendáři má svátek 30. prosince. Ženskou podobou tohoto jména je Davida.

## Statistické údaje
Následující tabulka uvádí četnost jména v ČR a pořadí mezi mužskými jmény ve srovnání roků, pro které jsou dostupné údaje MV ČR – lze z ní tedy vysledovat trend v užívání tohoto jména:
| Rok       | Četnost      | Pořadí   |
| 1999      | 68 281       | 21.      |
| 2002      | 71 644       | 20.      |
| Porovnání | o 3 363 více | o 1 lépe |
| 2006      | 82 101       | 19.      |
| 2007      | 84 330       | 18.      |
| 2009      | 88 878       | 18.      |
| 2013      | 96 786       | 29.      |
| 2014      | 98 323       | 29.      |
| 2015      | 99 818       |          |
| 2016      | 101 311      | 29.      |

Změna procentního zastoupení tohoto jména mezi žijícími muži v ČR (tj. procentní změna se započítáním celkového úbytku mužů v ČR za sledované tři roky 1999–2002) je +5,7%, což svědčí o poměrně značném nárůstu obliby tohoto jména.
Podle údajů ČSÚ se rok 2006 jednalo o 5. nejčastější mužské jméno novorozenců.

## David v jiných jazycích
- Anglicky, bulharsky, francouzsky, latinsky, německy, nizozemsky, norsky, srbsky, španělsky, švédsky: David
- Maďarsky, slovensky: Dávid
- Polsky: Dawid
- Italsky: Davide
- Finsky: Taavetti
- Islandsky: Davíð
- Rusky: Давид
- Čínsky: 戴维

## Domácké podoby
Davídek, Davča, Dáda, Davo, Dejv, Dejvid, Dav

## Známí nositelé

### Vladaři
- David – starověký židovský král
- David I. Skotský – král skotský
- David II. Skotský – král skotský
- David IV. – gruzínský král z rodu Bagrationů

### Svatí
- Svatý David – velšský biskup a patron

### Další
- David Attenborough – britský biolog
- David Balda – filmový režisér
- David Belle – zakladatel parkouru
- David Beckham – britský fotbalista
- David Berkowitz – americký sériový vrah
- David Boreanaz – americký herec
- David Bowie – britský zpěvák
- David Byron – britský zpěvák skupiny
- David Copperfield – americký iluzionista
- David Coulthard – skotský automobilový závodník
- David Čech – český dálkový plavec
- David Eben – český sbormistr a hudebník
- David Ferrer – španělský tenista
- David Gahan – britský zpěvák
- David Gemmell – anglický spisovatel
- David Gilmour – britský zpěvák a kytarista
- David Guetta – francouzský house DJ
- Dave Grohl – americký bubeník a zpěvák
- David Grudl – autor programů, podnikatel a publicista
- David Jonathan Gross – americký fyzik
- David Ben Gurion – první premiér Izraele
- David Henrie – americký herec
- David Hilbert – německý matematik
- David Hume – britský filosof
- David Katz – německý psycholog
- David Kostelecký – český sportovní střelec
- David Koller – český rockový zpěvák, skladatel a bubeník
- David Kraus – český zpěvák, herec, textař a skladatel
- David Krejčí – český hokejista
- David Limberský – český fotbalista
- David Livingstone – skotský cestovatel
- David Lodge – britský spisovatel
- Dave Lombardo – americký bubeník
- David Ludvík – český hokejista
- David Luiz – brazilský fotbalista
- David Lynch – americký filmový scenárista a režisér
- David Mamet – je americký dramatik a scenárista
- David Matásek – český herec a muzikant
- David Murray – skotský automobilový závodník
- Dave Murray – anglický kytarista
- Dave Mustaine – americký kytarista, skladatel a zpěvák
- David Nalbandian – argentinský tenista
- David Oistrach – ruský houslista a dirigent
- David Ondříček – český filmový režisér
- David Pastrňák – český lední hokejista
- David Prachař – český herec
- David Rath – český politik a lékař
- David Ricardo – britský ekonom
- David Robinson – americký basketbalista
- David Rozehnal – český fotbalista
- David Švehlík – český herec
- David Trézéguet – francouzský fotbalista
- David Vávra – český architekt a herec
- David Výborný – český hokejista
- David Weber – americký spisovatel

## David jako příjmení
- David (příjmení)